# نبرد تایرژوانگ
نبرد تایرژوانگ انگلیسی: Battle of Taierzhuang) یکی از نبردهای جنگ دوم چین و ژاپن در سال ۱۹۳۸ بود.